# ルイ・デュレ
ルイ・デュレ（Louis Durey、1888年5月27日 - 1979年7月3日）は、フランス・パリ生まれの作曲家。クロード・ドビュッシーのオペラ『ペレアスとメリザンド』で音楽に目覚め、ほぼ独学で音楽を学ぶ。1914年に最初の作曲作品を発表し、フランス6人組の前身とされる「新しい若者のためのグループ」で活動する。この時期の作品にはジャン・コクトーによる『海の底の春』（1920）などがある。モーリス・ラヴェルを尊敬していたためまもなく6人組から離れ独自の道を歩むこととなる。
1936年に人民音楽連盟に加入。共産主義の理想と民衆の音楽への愛にあふれる歌曲、合唱曲を数多く作曲。特にベトナムと中国を題材にした作品が多く、カンタータ『長征』（1949）などが挙げられる。
1979年にサントロペで死去。